# Limnophila longicellula
Limnophila longicellula är en tvåvingeart som beskrevs av Alexander 1931. Limnophila longicellula ingår i släktet Limnophila och familjen småharkrankar. Inga underarter finns listade i Catalogue of Life.